# Edmund Herring
Pour les articles homonymes, voir Herring.
Edmund Francis Herring, né le 2 septembre 1892 à Maryborough, dans le Queensland et mort le 5 janvier 1982 à Melbourne, dans le Victoria, est un homme politique, juge et militaire australien.
En tant que militaire, il a notamment participé à la Première guerre mondiale et à la Seconde guerre mondiale, atteignant le rang de Lieutenant general dans l'Australian Army en 1942. En février 1944, il est nommé juge en chef de la Cour suprême du Victoria et le demeure jusqu'en 1964. Puis, en mai 1945, il devient Lieutenant-gouverneur du Victoria (en) jusqu'en septembre 1972.

## Biographie
Herring, connu sous le nom de « Ned » dans sa famille, est le troisième des cinq enfants d'Edmund Selwyn Herring, avocat, et de son épouse d'origine irlandaise Gertrude Stella Herring. Il a fait ses études au Maryborough College and High School et à la Melbourne Grammar, où il a excellé au tennis et au cricket.
En novembre 1913, il s'engage dans la King Edward's Horse, un régiment de cavalerie du British Army.

### Première guerre mondiale
En décembre 1914, Herring est nommé sous-lieutenant dans la Royal Field Artillery et affecté à la batterie B de la 99ième Brigade de la 22nd Division britannique. 

### Entre les guerres
Herring rejoint l'Australian Army le 1er octobre 1922, avec le grade de capitaine. 

### Seconde guerre mondiale
En octobre 1939, Herring est promu colonel et Brigadier temporaire. Il quitte pour la Palestine le 15 avril 1940, avec le commandant de la 6e division d'infanterie, le major général Iven Mackay, pour une campagne d'entrainement. Les exercices sont toutefois difficiles en raison de leurs équipements vieillissants datant de la première guerre mondiale.

#### Guerre du désert

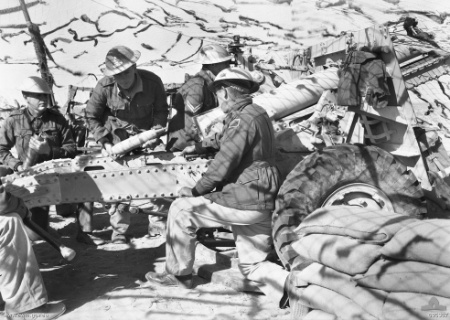
Cannon Ordnance QF 25 pounder à Bardia, le 29 décembre 1940.

En décembre 1940, Herring et ses troupes sont envoyés en Libye dans le cadre de l'Opération Compass de la Guerre du Désert. Ils participent notamment à la Bataille de Bardia, dans laquelle ils contrôlent les 120 canons utilisés dans l'attaque de la division.

#### De retour en Australie
Le 14 août 1941, Herring est promu au rang de Major général et prend le commandement de 6e division. Puis en mars 1942, il retourne en Australie.